# Урожайная (Курганская область)
Урожайная — деревня в Лебяжьевском районе Курганской области. Входит в состав Балакульского сельсовета.

## История
В 1964 г. Указом Президиума ВС РСФСР деревня Крысье переименована в Урожайная.

## Население
| 1989 | 2002 | 2010 |
| ---- | ---- | ---- |
| 104  | ↘61  | ↘21  |